# Мінускульні цифри

Мінускульні цифри шрифту Hoefler Text, намальовані поміж чотирьох ліній: верхні виносні елементи знаходяться зверху над лінією рядкового шрифту, нижні — під базовою лінією шрифту

Мінускульні цифри — цифри старого стилю, що намальовані поміж чотирьох ліній та мають верхні і нижні виносні елементи. В ідеалі повинні використовуватися при наборі цифрової інформації всередині рядка. Часто входять у розширений набір знаків шрифту.